# Fasinumab
Il fasinumab è un anticorpo monoclonale umano di classe IgG1k mirato contro il fattore di crescita dei nervi. 
Attualmente è oggetto di studio per il trattamento del dolore osteoarticolare e ha dimostrato un sollievo dal dolore significativamente maggiore e un miglioramento funzionale rispetto alla terapia standard (ad esempio FANS e/o oppioidi) in questa popolazione di pazienti.
Il NGF è stato scoperto per la prima volta negli anni '50 ed è stato il primo fattore neurotrofico ad essere identificato e caratterizzato biochimicamente.
Da allora è stato riconosciuto per il suo ruolo nella trasduzione del segnale nocicettivo ed è quindi diventato un obiettivo interessante nel trattamento delle condizioni di dolore cronico.

## Farmacologia

### Meccanismo d'azione
Durante lo sviluppo embrionale, il fattore di crescita dei nervi si lega al recettore tirosin-chinasi A della tropomiosina (TrkA) e al recettore neurotrofico p75 a bassa affinità (NTR) presenti sulla superficie delle cellule neuronali in sviluppo, attivando vie di segnalazione coinvolte nella crescita e nella sopravvivenza neuronale.
Nell'adulto, il ruolo primario del fattore di crescita dei nervi si sposta verso l'influenza sulla trasduzione del segnale nocicettivo, attraverso il rilascio di mediatori infiammatori e la regolazione dei canali ionici o dei recettori.
Fasinumab è un anticorpo monoclonale umano di classe IgG1k mirato contro il fattore di crescita dei nervi, interrompendo le vie di segnalazione del dolore e alleviando così il dolore e migliorando la funzionalità nei pazienti affetti da condizioni di dolore cronico.